# آغ‌بلاغ مخور
آغ‌بلاغ مخور، روستایی از توابع بخش قره قویون شهرستان شوط استان آذربایجان غربی کشور ایران است.

## جمعیت
این روستا در دهستان چشمه سرا قرار داشته و بر اساس سرشماری سال ۱۳۸۵ جمعیت آن ۱۲۵نفر (۲۵ خانوار) 
بوده است.